# Irpa
Irpa is een geslacht van zeekomkommers uit de familie Elpidiidae.

## Soorten
- Irpa abyssicola Danielssen & Koren, 1879